# Five Card Draw
Five Card Draw is een van de oudste van de varianten van poker. Iedere speler krijgt 5 kaarten, waarvan hij desgewenst één keer een aantal mag ruilen met de stapel. Er zijn geen gemeenschappelijke kaarten zoals Texas Hold 'em die heeft.

## Spelverloop
Eerst worden de kaarten geschud door de deler. Elke speler krijgt vervolgens vijf ('gesloten') kaarten bedeeld. De overgebleven stapel wordt aan de kant gelegd.

Dan mag iedereen inzetten totdat niemand meer verhoogt. Je kan ook niets inzetten (fold).
Vervolgens bepaalt iedere speler of hij kaarten wil ruilen. Het gewenste aantal kaarten wordt weggelegd en vervangen door eenzelfde aantal kaarten van de stapel.

Nu kan er ingezet worden. Wanneer niemand meer verhoogt openen de spelers hun handen. Diegene die als laatste heeft verhoogd toont zijn kaarten als eerste. Iemand die betere kaarten heeft kan nu zijn kaarten tonen. Een speler met slechtere kaarten kan ervoor kiezen om zijn kaarten gesloten te houden. Degene met de beste kaarten wint het ingezette geld.

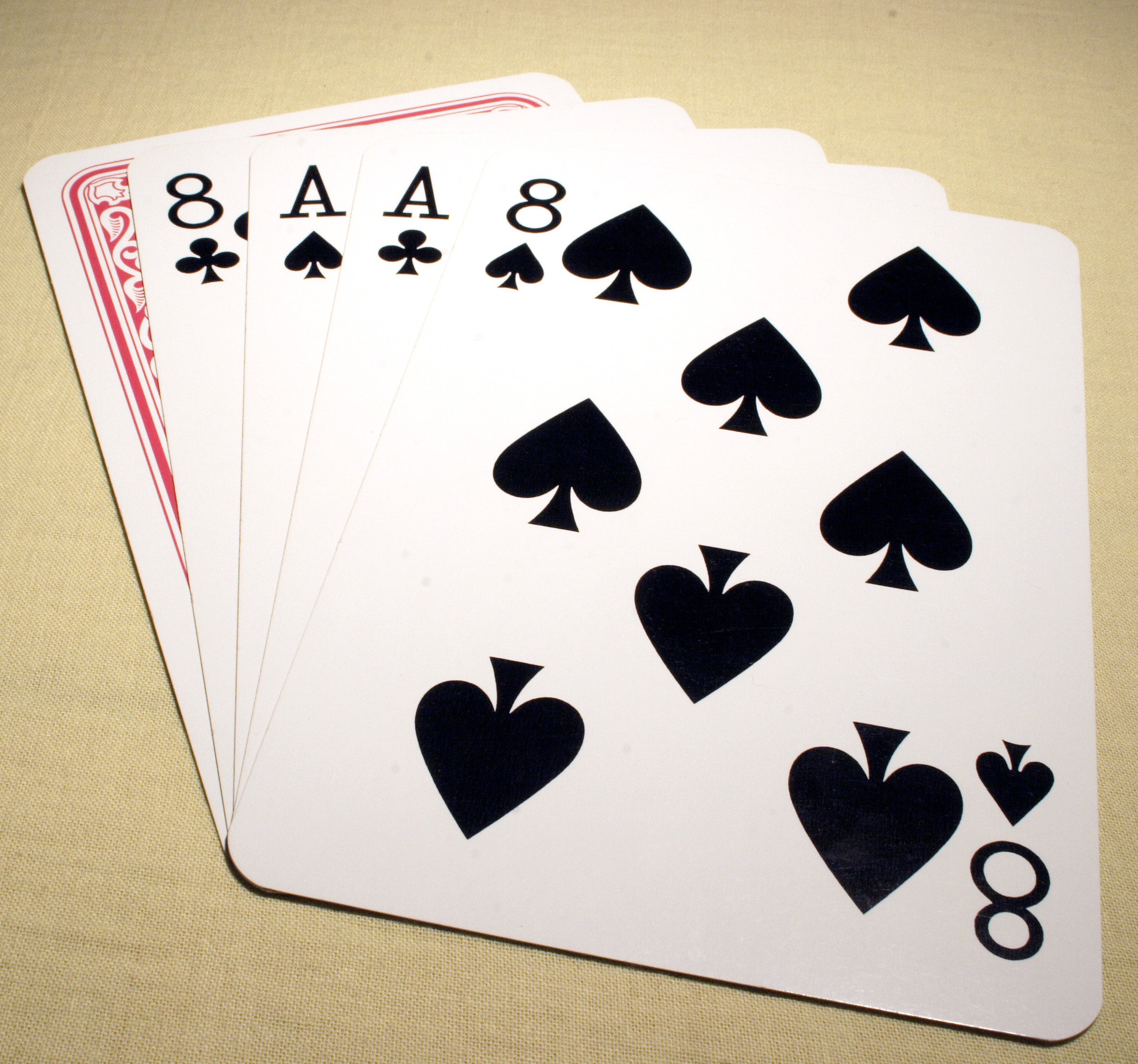
Een dead man's hand, twee azen, twee achten en een nog onbekende kaart

## Trivia
- Er is een variant waarbij een speler, wanneer deze slechts één kaart weglegt, twee nieuwe kaarten krijgt waaruit deze er één dient te kiezen
- Wanneer een speler twee zwarte azen en twee zwarte achten toebedeeld krijgt en de vijfde kaart nog onbekend is of geruild wordt, spreekt men van een dead man's hand. Volgens een legende zou Wild Bill Hickok deze combinatie in handen hebben gehad toen hij in 1876 van achteren doodgeschoten werd.